# Псеудоуниполарни неурон
Псеудоуниполарни неурони су ретки, односно, налазе се само на два места у нервном систему; у ганглијама периферног нервног система и једрима кранијалних нерава. То су сензитивни неурони, чији огранци играју улогу чулних рецептора у кожи.

## Грађа
Један процес настаје из тела ћелије, а затим се дели на аксон и дендрит. Они се ембриолошки развијају као биполарни у облику, и стога се називају псеудоуниполарним уместо униполарним.

## Структура
Псеудоуниполарни неурони су сензорни неурони који немају дендрите, а разгранати аксон служи обе функције. Периферна грана се протеже од тела ћелије до органа на периферији укључујући кожу, зглобове и мишиће, а централна грана се протеже од тела ћелије до кичмене мождине.

### У ганглијама дорзалног корена
Ћелијско тело псеудоуниполарног неурона налази се унутар ганглија дорзалног корена. Аксон напушта тело ћелије (и из ганглија дорзалног корена) у дорзални корен, где се дели на две гране. Централна грана иде до дорзалних стубова кичмене мождине, где формира синапсе са другим неуронима. Периферна грана путује кроз дистални дорзални корен у кичмени нерв све до коже, зглоба и мишића.